# جایزه انجمن تهیه‌کنندگان آمریکا برای بهترین فیلم پخش شده یا تلویزیونی
جایزه انجمن تهیه‌کنندگان آمریکا برای بهترین فیلم پخش شده یا تلویزیونی، که همچنین به عنوان جایزه تهیه‌کنندگان برجسته فیلم‌های پخش شده یا تلویزیونی نیز شناخته می‌شود، جایزه سالانه‌ای است که توسط انجمن تهیه‌کنندگان آمریکا اعطا می‌شود. این جایزه برای اولین بار در سی‌امین جایزه انجمن تهیه‌کنندگان سالانه بعد از اینکه انجمن اعلام کرد جایزه تهیه‌کنندگان برجسته طولانی مدت تلویزیونی را به دو بخش تقسیم می‌کند: این جایزه مورد استقبال قرار گرفت و به دیوید ال. وولپر برای تهیه‌کننده برجسته مینی‌سریال اهدا شد.

## برندگان و نامزدها

### دهه ۲۰۱۰
| سال                 | برنده‌ها و نامزدها                     | شبکه                 | Ref.  |
| ------------------- | ------------------------------------- | -------------------- | ----- |
| سال ۲۰۱۸ (۳۰م) (۳۰) | فارنهایت ۴۵۱                          | اچ‌بی‌او               | [ ۳ ] |
| سال ۲۰۱۸ (۳۰م) (۳۰) | شاه لیر                               | آمازون پرایم ویدئو   | [ ۳ ] |
| سال ۲۰۱۸ (۳۰م) (۳۰) | شام من با هروه                        | هوبو                 | [ ۳ ] |
| سال ۲۰۱۸ (۳۰م) (۳۰) | پاترنو                                | هوبو                 | [ ۳ ] |
| سال ۲۰۱۸ (۳۰م) (۳۰) | سنس۸ هشتم: تا آخر با هم               | نتفلیکس              | [ ۳ ] |
| 2019 (۳۱ـم)         | آپولو: ماموریت‌های ماه                 | شبکه نشنال جئوگرافیک | [ ۴ ] |
| 2019 (۳۱ـم)         | پسر آمریکایی                          | نتفلیکس              | [ ۴ ] |
| 2019 (۳۱ـم)         | آینه سیاه (حداثه: "ژگان‌های ضربه دار") | نتفلیکس              | [ ۴ ] |
| 2019 (۳۱ـم)         | "دد ووود"                             | هوبو                 | [ ۴ ] |
| 2019 (۳۱ـم)         | ال کامینو: فیلم بریکینگ بد            | نتفلیکس              | [ ۴ ] |

### دهه ۲۰۲۰
| سال             | برنده‌ها و نامزدها                                    | شبکه          | Ref.        |
| --------------- | ---------------------------------------------------- | ------------- | ----------- |
| سال 2020 (۳۲م)  | همیلتون                                              | دیزنی پلاس    | [ ۵ ]       |
| سال 2020 (۳۲م)  | آموزش بد                                             | هوبو          | [ ۵ ]       |
| سال 2020 (۳۲م)  | کریسمس در میدان                                      | نتفلیکس       | [ ۵ ]       |
| سال 2020 (۳۲م)  | جین گودال: امید                                      | نات ژئو       | [ ۵ ]       |
| سال 2020 (۳۲م)  | معنی قانون اساسی برای من                             | ویدیو اصلی    | [ ۵ ]       |
| سال 2021 (۳۳ـم) | تام پتی، جایی که احساس آزادی می‌کنید: ساخت گل‌های وحشی | یوتیوب        | [ ۶ ] [ ۷ ] |
| سال 2021 (۳۳ـم) | هشت بیت کریسمس                                       | مکس           | [ ۶ ] [ ۷ ] |
| سال 2021 (۳۳ـم) | از دور اومدی                                         | اپل تی‌وی پلاس | [ ۶ ] [ ۷ ] |
| سال 2021 (۳۳ـم) | اوسلو                                                | اچ‌بی‌او        | [ ۶ ] [ ۷ ] |
| سال 2021 (۳۳ـم) | رابین رابرتز: مهالیا                                 | لایف‌تایم      | [ ۶ ] [ ۷ ] |
| سال 2021 (۳۳ـم) | تک تک                                                | نتفلیکس       | [ ۶ ] [ ۷ ] |
| سال 2022 (34)   | ویرد: داستان ال یانکوویک                             | کانال روکو    | [ ۸ ] [ ۹ ] |
| سال 2022 (34)   | جزیره آتش                                            | هولو          | [ ۸ ] [ ۹ ] |
| سال 2022 (34)   | شعبده‌بازی ۲                                          | دیزنی+        | [ ۸ ] [ ۹ ] |
| سال 2022 (34)   | پینوکیو                                              | دیزنی+        | [ ۸ ] [ ۹ ] |
| سال 2022 (34)   | شکار                                                 | هولو          | [ ۸ ] [ ۹ ] |

## مجموع جوایز بر اساس شبکه
- دیزنی + - ۱
- اچ‌بی‌او - ۱
- نشنال جئوگرافیک - ۱
- کانال روکو - ۱
- یوتیوب - ۱

## مجموع نامزدها بر اساس شبکه
- اچ‌بی‌او - ۶
- نتفلیکس - ۶
- دیزنی پلاس - ۳
- هولو - ۲
- نشنال جئوگرافیک - ۲
- آمازون پرایم ویدیو - ۲
- اپل‌تی‌وی‌پلاس – ۱
- اچ‌بی‌او مکس – ۱
- لایف‌تایم - ۱
- کانال روکو - ۱
- یوتیوب - ۱